# Gabriela Hubáčková
Gabriela Hubáčková (* 28. ledna 1975) je česká politička, v letech 2010 až 2017 poslankyně Poslanecké sněmovny PČR, do roku 2021 členka KSČM.
Studuje sociální pedagogiku na Univerzitě Jana Evagelisty Purkyně, pracovala jako učitelka a asistentka poslance Josefa Šenfelda. Do Poslanecké sněmovny Parlamentu České republiky byla zvolena ve volbách 2010 v Ústeckém kraji. Ve volbách do Poslanecké sněmovny PČR v roce 2013 kandidovala v Ústeckém kraji jako lídryně KSČM a byla zvolena.
V komunálních volbách v roce 2014 kandidovala za KSČM do Zastupitelstva města Ústí nad Labem, ale neuspěla. V krajských volbách v roce 2016 se jí nepodařilo obhájit za KSČM post zastupitelky Ústeckého kraje. Ve volbách do Poslanecké sněmovny PČR v roce 2017 obhajovala svůj poslanecký mandát za KSČM v Ústeckém kraji, ale neuspěla.
Její nevlastní matka Květoslava Čelišová je česká politička.